# جوزيف شيفيلد
جوزيف شيفيلد (بالإنجليزية: Joseph Sheffield)‏ هو محامي أمريكي، ولد في 22 أغسطس 1661 في بورتسموث في الولايات المتحدة، وتوفي بنفس المكان في 1706.